# Trianthema
Genre
Classification phylogénétique
Trianthema L. est un genre de plante de la famille des Aizoaceae.
Trianthema L., Sp. Pl. 1: 223 (1753)
Type : Trianthema portulacastrum L.

## Liste des espèces
- Trianthema americana Gill.
- Trianthema anceps Thunb.
- Trianthema argentina Hunz. & Cocucci
- Trianthema australis Melville
- Trianthema camillei Cordem.
- Trianthema ceratosepala Volkens & Irmsch.
- Trianthema compacta C.T.White
- Trianthema corymbosa E.Mey.
- Trianthema crystallina (Forssk.) Vahl
- Trianthema cussackiana F.Muell.
- Trianthema cypseleoides (Fenzl) Benth.
- Trianthema decandra L.
- Trianthema diffusa Mill.
- Trianthema dinteri Engl.
- Trianthema dubia Spreng. ex Turcz.
- Trianthema flexuosa Schumach.
- Trianthema fruticosa Vahl
- Trianthema galericulata Melville
- Trianthema glandulosa Peter
- Trianthema glaucifolia F.Muell.
- Trianthema glinoides Pers.
- Trianthema glossostigma F.Muell.
- Trianthema govindia Buch.-Ham. & G.Don
- Trianthema grisea (O.Deg. & Fosberg) O.Deg. & I.Deg.
- Trianthema hecatandra Wingf. & M.F.Newman
- Trianthema hereroensis Schinz
- Trianthema humifusa Thunb.
- Trianthema humillima F.Muell.
- Trianthema hydaspica Edgew.
- Trianthema kimberleyi Bittrich & K.M.Jenssen
- Trianthema littoralis Cordem.
- Trianthema maidenii S.Moore
- Trianthema megasperma A.M.Prescott
- Trianthema monogyna L.
- Trianthema multiflorum Peter
- Trianthema nigricans Peter
- Trianthema nyasica Baker
- Trianthema obcordata Roxb.
- Trianthema oxycalyptra F.Muell.
- Trianthema parvifolia E.Mey.
- Trianthema patellitecta A.M.Prescott
- Trianthema pentandra L.
- Trianthema pilosa F.Muell.
- Trianthema polyandra Blume
- Trianthema polysperma Hochst. ex Oliv.
- Trianthema portulacastrum L.
- Trianthema procumbens Mill.
- Trianthema redimita Melville
- Trianthema rhynchocalyptra F.Muell.
- Trianthema rubens E.Mey.
- Trianthema salaria Bremek.
- Trianthema salsoloides Fenzl ex Oliv.
- Trianthema sanguinea Volkens & Irmsch.
- Trianthema sedifolia Vis.
- Trianthema sennii Chiov.
- Trianthema sheilae A.G.Mill. & J.A.Nyberg
- Trianthema transvaalensis Schinz
- Trianthema triandra Wettst.
- Trianthema triquetra Rottler & Willd.
- Trianthema turgidifolia F.Muell.